# Leges Liciniae Sextiae
De leges Liciniae Sextiae ("Wetten van Licinius en Sextius") werden door de tribuni plebis Gaius Licinius Stolo en Lucius Sextius Lateranus in 367 v.Chr. voorgesteld, die in 366 v.Chr. van kracht werden.
De wetten hielden een lex agraria en een belangrijke hervorming van het Romeinse staatsbestel in. Voortaan stonden twee consules aan het hoofd van de staat, van wie er een plebejer moest zijn. Een praetor voor de rechtspraak werd ondergeschikt aan de consuls en onder de praetor stonden twee aediles curules.

## Antieke bronnen
- Aulus Gellius, XX 1.23.
- Livius, Ab Urbe Condita VI 34-42.
- Valerius Maximus, VIII 6.3.